# 라나 델 레이
엘리자베스 울리지 그랜트(Elizabeth Woolridge Grant, 1985년 6월 21일~)는 예명 라나 델 레이(Lana Del Rey)로 잘 알려진 미국의 싱어송라이터이다. 델 레이는 18살부터 뉴욕의 클럽에서 공연을 하기 시작했고, 21살에는 5 포인트 레코드와 계약을 맺고 처음으로 앨범 녹음을 시작했다. 이 녹음으로 2010년 1월 델 레이의 첫 디지털 앨범 Lana Del Ray A.K.A. Lizzy Grant가 발매되었다. 2010년 4월에는 5 포인트 레코드와 델 레이 자신 스스로가 계약을 해지 했고, 2011년 6월 스트랜저 레코드와 계약을 체결해 첫 데뷔 싱글 "Video Games"를 발매했다. 이 노래의 뮤직비디오는 델 레이 자신이 직접 만들었고, 2011년 8월 유튜브에 공개하면서 큰 히트를 쳤다.
2011년 7월 델 레이는 기존의 스트랜저 레코드와 인터스코프 레코드, 폴리도르 레코드에도 동시에 계약을 맺었고, 2012년 1월 두 번째 정규 앨범 Born to Die를 발매했다. 이 앨범은 세계적으로 280만 장 이상을 판매하고있고, 2012년 가장 많이 팔린 앨범 중 하나이다. 앨범의 싱글인 "Blue Jeans", "National Anthem", "Born to Die", "Summertime Sadness"는 많은 유럽 국가 차트에서 10위권에 진입했다. 2012년에는 Born to Die의 리패키지 앨범인 델 레이의 세 번째 EP 앨범 Paradise를 발매했다.
델 레이는 스스로 "갱스터 스타일의 낸시 시나트라"라고 언급한 바 있어 그녀가 선보이는 곡에는 전체적으로 슬픔을 표현하고 있는 것이 많다. 그 때문에, 자신의 장르는 "새드코어"라고 공언하고 있다. 2012년 1월 30일에는, 메이저 데뷔 앨범 Born to Die 가 발매되었으며, 미국이나 영국을 비롯한 세계 각국에서 앨범 차트 상위를 차지했다.

## 생애 및 경력

### 1986–2010: 젊은 시절 및 경력의 시작
델 레이는 그레이 그룹 광고 사업가로 일했던 롭 그랜트와 어카운트이그제큐티브로 일했던 팻 그랜트 사이에서 엘리자베스 울리지 그랜트라는 이름으로 1986년 6월 21일 뉴욕에서 태어났다. 델 레이는 뉴욕주 레이크플래시드에서 두 명의 동생과 함께 성장했다. 15세 때, 코네티컷주의 기숙 학교 켄트 고등학교에 알콜 의존증으로 맡겨졌다. 이 때의 환경을 "외관은 갖추고 있지만, 안쪽은 엉망이었다"라고 회상하여 꽤 괴로운 날들을 보내고 있던 일이 나중에 밝혀졌다. 그리고 18세 때, 마침내 켄트 고등학교를 떠난 그녀는, 그 후, 뉴욕주의 포담 대학에 재적하게 된다. 이때부터 음악 활동을 본격적으로 시작하여, 2011년 6월에 스트랜저 레코드와 계약 직후에, 첫 공식 싱글 "Video Games"를 발매하게 되었다.
음악적으로는 너바나의 故 커트 코베인의 영향이 가장 강하고, MTV 인터뷰에서 "그는 내가 본 가장 아름다운 사람이다. 그 때는 어렸지만, 그가 가진 슬픔에 동정했다. 나에게는 가장 큰 영감으로 남아있다 "고 말하고 있다. 2008년 10월 21일 첫 공식 음원 EP Kill Kill 발매. 이때는 리지 그랜트라는 이름으로 발표되었다. 2010년 1월 4일 인디 앨범 Lana Del Ray AKA Lizzy Grant 발매되었다.

### 2011–2012:Born to Die와Paradise
이후 델 레이는 유튜브에 몇 개의 자작곡들을 업로드했고, 스트랜저 레코드는 동영상을 발견하고는 "Video Games"라는 델 레이의 데뷔 싱글을 발매한다. <옵저버>지와의 인터뷰에서 그녀는 "몇 달 전에 내가 제일 좋아하는 곡을 온라인에 올렸었고 사실 솔직히 싱글로 낼 계획은 없었지만 많은 사람들이 그 곡에 반응을 보여주었다"고 했다. "Video Games"는 2011년 10월 Q 어워드의 "넥스트 빅 씽"에 선정되었고 2012년 이보 노벨로의 "최우수 컨템포퍼리 곡"을 수상했다. 같은 달, 인터스코프 레코드, 폴리도르 레코드와 계약을 체결하고 델 레이의 두 번째 정규 앨범이자 첫 메이저 앨범 Born to Die를 발매했다. 델 레이는 앨범을 발매하고 Bowery Ballroom, Chateau Marmont과 같은 프로모션 콘서트와 De Wereld Draait Door, 《레이터 위드 줄스 홀랜드》과 같은 텔레비전 프로그램에 출연해 라이브 공연을 했다.
Born to Die는 2012년 1월 31일 세계적으로 발매되었고, 평론가들로부터의 평가는 갈렸지만, 11개 국가에서 1위를 했다. 이후 Born to Die는 2012년 동안 세계적으로 280만 장을 팔아치워 그 해 가장 많이 팔린 앨범 중 하나였다.
라나 델레이는 2014년 여름 리드 싱글 "West Coast"로 빌보드 21위를 차지하였고, 라나의 싱글성적중 가장 좋게 나온바이다. 리드 싱글 발표 2개월 뒤 두 번째 정규앨범 Ultraviolence를 발표하였다. 그러면서 라나는 첫 번째 빌보드 200의 1위를 차지하였으며 여러 나라에서 정상을 차지하였다. 지금까지 전 세계적으로 160만 장이 팔렸다.

## 음반 목록
- 《Lana Del Ray A.K.A. Lizzy Grant》 (2010)
- 《Born to Die》 (2012)
- 《Paradise》 (2012)
- 《Ultraviolence》 (2014)
- 《Honeymoon》 (2015)
- 《Lust for Life》 (2017)
- 《Norman Fucking Rockwell》 (2019)
- 《Chemtrails over the Country Club》 (2021)
- 《Blue Banisters》 (2021)
- 《Did You Know That There's a Tunnel Under Ocean Blvd》 (2023)
- 《미정》 (미정)

## 투어
- Born to Die Tour (2011-12)
- Paradise Tour (2013-14)
- The Endless Summer Tour (2015.5-2015.6)

## 같이 보기
- 대중음악의 별명 목록